# Софія Саксонська
Софія Саксонська (нім. Sophie von Sachsen), повне ім'я Софія Марія Фредеріка Августа Леопольдіна Александріна Ернестіна Альбертіна Єлизавета Саксонська (нім. Sophie Maria Friederike Auguste Leopoldine Alexandrine Ernestine Albertine Elisabeth von Sachsen), (нар. 15 березня 1845 — пом. 9 березня 1867) — саксонська принцеса з династії Веттінів, донька короля Саксонії Йоганна I та баварської принцеси Амалії Августи, дружина герцога Баварії Карла Теодора.

## Життєпис
Софія народилась 15 березня 1845 року у Дрездені. Вона була молодшою, дев'ятою, дитиною і шостою донькою в сім'ї саксонського кронпринца Йоганна та його дружини Амалії Августи Баварської. Мала трьох старших братів і п'ятьох сестер.
Батько, після смерті старшого брата Фрідріха Августа II у 1854, став королем Саксонії.
11 лютого 1865 у Дрездені 19-річна Софія вийшла заміж за свого кузена, 25-річного Карла Теодора Баварського, молодшого брата імператриці Сіссі. За десять місяців, на Різдво, у подружжя народилась єдина донька.
Софія, що була слабкої статури, під час пологів мала проблеми з диханням. Це спричинило тривалу фізичну слабкість. Наступного року її чоловік брав участь у Австро-Прусській війні. Під час його відсутності стан герцогині ще погіршав. Згодом наставали моменти покращання, проте у березні 1867 вона померла від інфекції грипу, трохи не доживши до свого 22 дня народження. Лікарі нічим зарадити не змогли. Поховали Софію у внутрішньому склепі баварської герцогської сім'ї в абатстві Теґернзеє.

## Родина

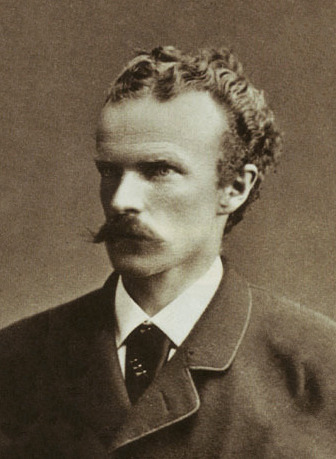
Карл Теодор

Чоловік — Карл Теодор Баварський, молодший брат імператриці Сіссі. 
Діти:
- Амалія Марія (1865—1912) — дружина герцога Урахського Вільгельма, мала дев'ятеро дітей.[1]